# Enhetsvektor

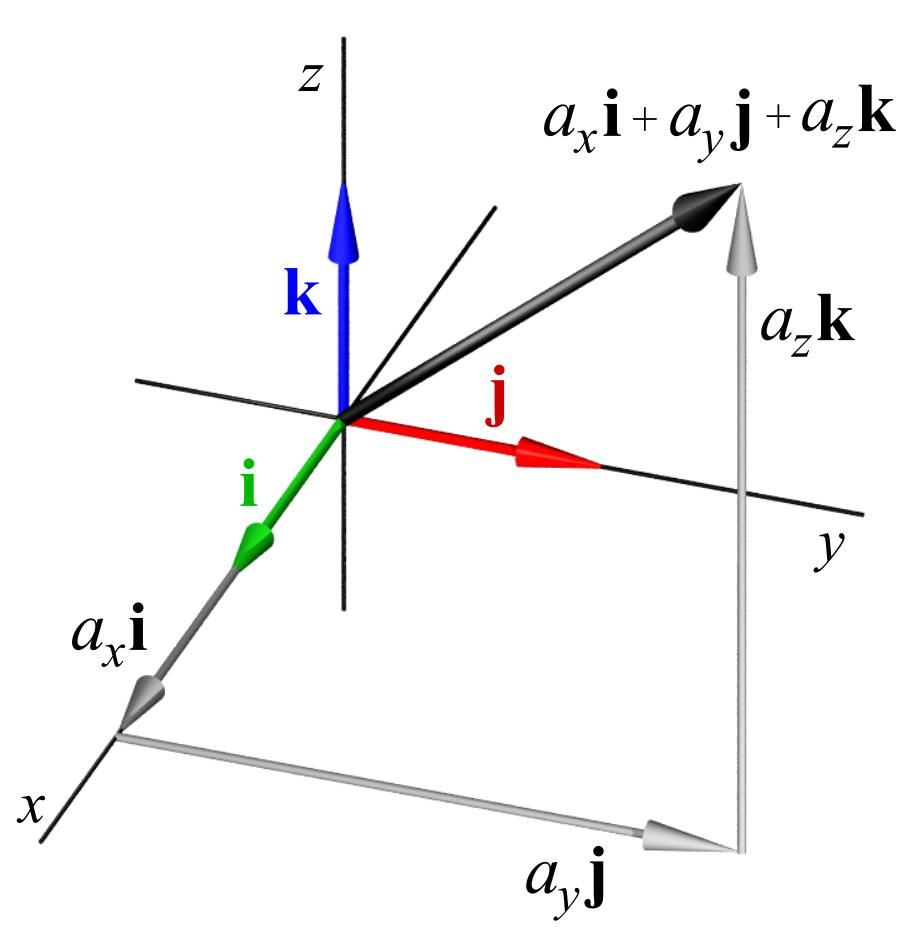
Enhetsvektorerna i, j, k

En enhetsvektor är en vektor vars vektornorm är 1 längdenhet. Enhetsvektorn betecknas ofta med en "hatt" i form av cirkumflex ovanför vektorsymbolen, till exempel som {\displaystyle {\hat {v}}}, vilket brukar uttalas "v-hatt" eller "v-tak". Andra beteckningar är {\displaystyle \mathbf {e} _{1},\ \mathbf {e} _{2},\ \mathbf {e} _{3},\dots } eller {\displaystyle {\vec {e}}_{1},\ {\vec {e}}_{2},\ {\vec {e}}_{3},\dots }
Den normerade motsvarigheten till en vektor u, en vektor som har samma riktning, men med längden 1, kan bildas genom
{\displaystyle \mathbf {\hat {u}} ={\frac {\mathbf {u} }{\|\mathbf {u} \|}}}
där ||u|| är vektornormen ("längden") av u.  Termen normaliserad vektor används  ibland som synonym till enhetsvektor. 
Enhetsvektorer kan användas för att representera axlarna i ett kartesiskt koordinatsystem. Till exempel kan enhetsvektorer med samma riktning som x-, y- respektive z-axeln i ett tredimensionellt kartesiskt koordinatsystem skrivas
{\displaystyle \mathbf {\hat {i}} =\mathbf {e} _{1}={\begin{bmatrix}1\\0\\0\end{bmatrix}},\,\,\mathbf {\hat {j}} =\mathbf {e} _{2}={\begin{bmatrix}0\\1\\0\end{bmatrix}},\,\,\mathbf {\hat {k}} =\mathbf {e} _{3}={\begin{bmatrix}0\\0\\1\end{bmatrix}}}